# Iryna Fris

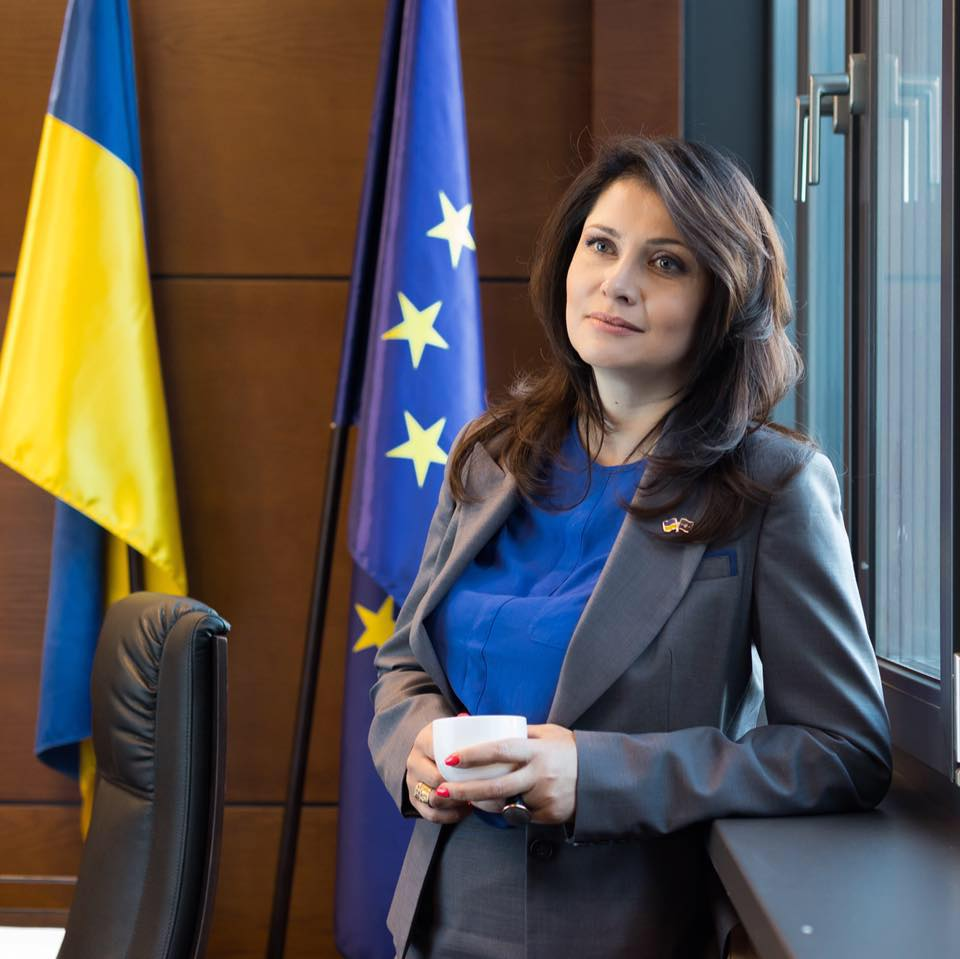
Iryna Fris, 2018

Iryna Wassyliwna Fris (* 25. September 1974 in Jewpatorija, Ukrainische SSR) ist eine ukrainische Politikerin der Partei Block Petro Poroschenko.
2003 schloss sie ihr Studium am Institut für Theorie und Kunstgeschichte an der Nationalen Akademie der Bildenden Künste und Architektur in Kiew mit Auszeichnung ab.
Von Juni bis August 2014 war sie Leiterin der Hauptabteilung Informationspolitik im Präsidialamt der Ukraine.
Sie ist Mitglied des Block Poroschenko, der Partei des Präsidenten der Ukraine Petro Poroschenko.
Fris kandidierte bei der Parlamentswahl in der Ukraine 2014 auf Listenplatz 30 für einen Sitz im ukrainischen Parlament und ist seit dem 27. November 2014 Abgeordnete der Werchowna Rada. Sie ist unter anderem Vorsitzende des Unterausschusses für Sicherheit der öffentlichen Informationssysteme der Werchowna Rada, Stellvertretendes Mitglied der ständigen Delegation in der Parlamentarischen Versammlung der OSZE und Kommissionsmitglied der Kommission für staatliche Auszeichnungen und Heraldik.
Iryna Fris lebt in Tschajky bei Petropawliwska Borschtschahiwka, ist ledig und hat einen Sohn.